# Lenas Ranch
Lenas Ranch (Originaltitel: Le Ranch) ist eine deutsch-französische Animationsserie, die von der Produktionsfirma Télé Images Productions umgesetzt wurde. Die Serie entstand in Koproduktion zwischen ARD, hr, TF1, DeAgostini, Télétoon und Equidia. In Frankreich fand die Premiere der Serie am 31. Oktober 2012 auf dem Sender TF1 statt, wo sie im Programmblock TFOU ausgestrahlt wurde. Im deutschsprachigen Raum erfolgte die Erstausstrahlung der Serie am 19. August 2013 auf dem öffentlich-rechtlichen Kinderkanal KiKA.

## Handlung
Als Lenas geliebtes Pferd Zabou stirbt, will sie nie wieder reiten. Doch eines Nachts findet sie ein verstörtes, ängstliches Pferd, das von dubiosen Männern gesucht wird. Sie versteckt den Hengst und gibt ihm den Namen Mistral. Nachdem Lena mit ihren Freunden Anna, Angelo & Nico die alte Ranch ihres Großvaters tiergerecht hergerichtet hat, bekommt die Pferdeflüsterin von ihrem Vater Bruno die Erlaubnis Mistral zu behalten. Es folgen spannende Abenteuer, die Lena & ihre Freunde Nico, Anna und Angelo auf ihrer Pferderanch erleben. Mit ihren Pferden bestreiten sie gerne Wettkämpfe als Team. Liebe und Freundschaft müssen die Vier auch bestehen. Angelo mit dem akrobatischen Sila, Nico mit der verfressenen Karamell, Lena natürlich mit ihrem Hengst Mistral und Anna mit der abenteuerlustigen Josephine.

## Synchronisation
| Rollenname (Französisch) | Rollenname (Deutsch) | Französischer Sprecher | Deutscher Sprecher  |
| ------------------------ | -------------------- | ---------------------- | ------------------- |
| Léna Steiner             | Lena Steiner         | Marie Nonnenmacher     | Maximiliane Häcke   |
| Anaïs                    | Anna                 | Virginie Kartner       | Katharina Ritter    |
| Hugo Fore                | Nico                 | Dimitri Rougeul        | Hannes Maurer       |
| Angelo Roma              | Angelo Roma          | Adrien Solis           | Wanja Gerick        |
| Samantha Cavaletti       | Samantha Cavaletti   | Fanny Bloc             | Julia Stoepel       |
| Kevin Cavaletti          | Kevin Cavaletti      | N. N.                  | Matthis Schmidt-Foß |

## Episodenliste
Staffel 1
1. Mistral, Le Ranch
2. Mistral in Gefahr, Danger Mistral
3. Das Feuer, L’incendie
4. Das Rennen, La Rivale
5. Der Ruf der Freiheit, Vive la Liberte
6. Miro, Miro
7. Der doppelte Wettkampf, Pile ou Kite
8. Gefährliche Ehre, Marraine de la fête
9. Angelos erster Auftrag, Week-end de rêve
10. Hab Vertrauen, Juliette!, Renaissance
11. Marcel und Piro, Pistache
12. Wo ist Kevin?, Kevin a disparu
13. Annas großes Rennen, L’épreuve
14. Ein Küsschen unter Freunden, Baiser volé
15. Die Reportage, Reportage épique
16. Stuntfrau für einen Tag, Cascades et coeur sauvage
17. Gefährlicher Regen, Piège des eaux
18. Das verbotene Rodeo, Rendez-vous clandestins
19. Der Wolf, Entre chien et loup
20. Umweltverschmutzung, Polluer n’est pas jouer
21. Die Entführung, Kidnapping
22. Großvaters Vermächtnis, L’héritage
23. Jazzy, Jazzy
24. Die Prüfung, Copains d’enfance
25. Ein Unfall mit Folgen, La blessure
26. Ein Jahr und ein Tag, Un an et un jour

Staffel 2
1. Angelos Rückkehr, Le grand retour
2. Der Star der Ranch, La star du ranch
3. Lenas Weg, La voie de Léna
4. Familienangelegenheiten, En famille
5. Die Lawine, L’avalanche
6. Die Ranch ist vorbei (Aus für die Ranch), Le ranch, c’est fini
7. Duell der Kite-Surfer, Duel de kite
8. Gedächtnisverlust, L’amnésie
9. Wettkampf im Schnee, Ski Joering
10. Das Poloturnier, L’impossible alliance
11. Die Legende vom Bleichen Pferd, La légende du cheval blême
12. Verliebte (Frisbee), Pour la bonne cause
13. Verwechslungsgefahr (Jumpy), Cavalier seul
14. Es gibt keine schlechten Pferde (Bonbon), Il n’y a pas de mauvais cheval
15. Horse Limit (Selig), Hors limite
16. Die Praktikantin, La stagiaire
17. Am Ende der Kräfte, A bout de force
18. Eine Frage der Einstellung, Un exploit ordinaire
19. Die geheime Herde, Le sanctuaire secret
20. Reitende Surfer (Reiter & Surfer), Cavalier surfer
21. Nanette & die Geier, Nanette et les vautours
22. Lenas großes Geheimnis (Lenas Tagebuch), Le secret de Léna
23. Söckchen & Pakito (Söckchen), Chaussette et Pakito
24. Das Pferd aus der Stadt (Leckermaul), Cheval des villes, cheval des champs
25. Feuer & Wasser (Sturm & Feuer), Rivalité
26. Das große Saubermachen, Le grand nettoyage